# 王惠敏
王惠敏（1958年7月—），男，汉族，山东莒南人，生于浙江绍兴，中华人民共和国政治人物，1979年11月加入中国共产党，1975年10月参加工作，省委党校大学学历，副总警监警衔。
曾任中共绍兴市委常委、政法委副书记，市公安局党委书记、局长；中共嘉兴市委常委、政法委副书记，市公安局党委书记、局长；中共宁波市委常委、政法委副书记，市公安局党委书记、局长；
2013年7月，任福建省人民政府党组成员、省长助理，省公安厅厅长、党委书记，省政府打击走私综合治理工作办公室主任；2015年1月，任福建省人民政府副省长、党组成员，福建省公安厅厅长、党委书记；2018年1月，任福建省政协副主席，2020年1月卸任。
现任浙江省政协副省级领导。